# 안양 중초사지 삼층석탑
안양 중초사지 삼층석탑(安養 中初寺址 三層石塔)은 대한민국 경기도 안양시 중초사지에 있는, 고려시대의 삼층석탑이다. 경기도의 유형문화재 제164호로 지정되어 있다. 중초사터에 남아 있는 탑인데, 지금 자리가 원래의 자리는 아니고 1960년 옛 터에 공장이 들어서면서 공장 입구, 현재의 자리로 옮긴 것이다. 보물 제4호인 당간지주와 함께 서 있다.

## 구조
탑은 전체의 무게를 받치는 기단(基壇)을 1층으로 쌓고, 그 위로 3층의 탑신(塔身)을 올렸다. 탑신부는 2·3층 몸돌이 없어진 채 지붕돌만 3개 포개져 있다. 기단과 1층 몸돌의 4면에는 모서리마다 기둥 모양을 본떠 새겼다. 지붕돌이 매우 두꺼워 급한 경사를 이루고, 처마는 수평을 이루다 끝에서 살짝 들려있으며, 밑면 받침은 1·2층은 4단, 3층은 3단을 두었으며 간략화되었다.
전체적으로 기단부가 너무 크고, 탑신의 1층 몸돌이 그에 비해 지나치게 작아 불안정한 모습이다. 1층 기단이라는 특이한 점과 지붕돌의 모습 등으로 보아 고려 중기 이후의 작품으로 추정된다.

## 같이 보기
- 안양 중초사지 당간지주